# David Roe
David Roe, nach Konversion Davoud Roe (* 11. September 1965), ist ein englischer Snookerspieler. Von 1986 bis 2010 war er 24 Jahre in Folge als Spieler auf der Profitour aktiv.

## Karriere

### Anfänge und Aufstieg in die Top 32
David Roe war in der Saison 1985/86 die Nummer 1 der englischen Amateurrangliste. Er nahm an der Pro Ticket Series der WPBSA teil und erreichte zweimal das Finale. Beide Male traf er auf John Wright, das erste Turnier gewann er, das zweite verlor er. Beide Spieler qualifizierten sich dadurch für die Profitour in der Spielzeit 1986/87. Seinen ersten Profisieg feierte Roe gegen Dennis Hughes bei den International Open. Bei allen sechs Ranglistenturnieren überstand er die erste Runde, dreimal erreichte er die dritte Runde. In seinem zweiten Jahr kam er nach Siegen über Fred Davis und Doug Mountjoy die Runde der Letzten 32, wiederholte das Ergebnis beim Grand Prix und bei der UK Championship erreichte er erstmals ein Achtelfinale, nachdem er mit Rex Williams einen weiteren Top-16-Spieler geschlagen hatte. Ein weiteres Achtelfinale bei den British Open kam noch hinzu, und obwohl er bei den anderen Turnieren nicht ganz so erfolgreich war, konnte er sich in der Zweijahreswertung der Weltrangliste bereits auf Platz 39 vorarbeiten.
In der Spielzeit 1988/89 wiederholte er das Achtelfinale bei der UK Championship und bestätigte bei den anderen Turnieren mit zwei weiteren Top-32-Platzierungen seine Leistung. Besonders erfolgreich war er bei Nicht-Ranglistenturnieren, bei einer Turnierserie der WPBSA erreichte er zweimal das Halb- und einmal das Achtelfinale, das Achtelfinale war auch bei der English Professional Championship sein Ergebnis. Saisonhöhepunkt war aber die abschließende Weltmeisterschaft, wo er gegen Rex Williams mit 10:3 erstmals den Einzug in die Hauptrunde im Crucible Theatre schaffte. Sein erstes WM-Match vor Kameras gewann er mit 10:6 gegen den Weltranglistenachten Tony Knowles und im Achtelfinale gegen die Nummer 9 Mike Hallett lag er fast während des ganzen Matchs in Führung, nach dem 3:3-Zwischenstand musste er erst beim 12:12 wieder den Ausgleich hinnehmen. Dann verlor er aber den Entscheidungsframe und damit doch noch das Match. Mit Platz 26 erreichte er am Saisonende einen vorläufigen Karrierehöhepunkt.

### Rückschritt und erfolgreichste Jahre
Durch die Top-32-Platzierung musste er sich bei den Turnieren mit einer 64er-Hauptrunde nicht mehr qualifizieren. Dies führte aber dazu, dass er im Jahr darauf gleich bei 5 Turnieren sein Auftaktspiel verlor. Nur beim Dubai Classic kam er ins Achtelfinale, drei weitere Male erreichte er Runde 2. Gegen Nigel Gilbert verlor er das Qualifikationsspiel für das Crucible. Damit musste er in der folgenden Saison wieder in die Qualifikation und verpasste viermal inklusive WM das Hauptturnier. Beste Ergebnisse waren bei der UK Championship und dem Classic das Erreichen der Letzten 32, beide Male besiegte er dabei den Top-16-Spieler Tony Meo. Zwei Achtungserfolge ohne Auswirkungen auf die Rangliste waren das Viertelfinale beim einmalig ausgetragenen Shoot-Out-Format sowie das Halbfinale bei der Benson and Hedges Satellite Championship. Nach den beiden schwächeren Jahren war er damit nur noch auf Platz 50.
Der Aufschwung begann in der Spielzeit 1991/92 mit seinem ersten Ranglistenviertelfinale beim Dubai Classic. Danach gab es zwar einige frühe Niederlagen, aber auch ein Achtelfinale beim Asian Open und ein weiteres Viertelfinale bei den erstmals ausgetragenen Strachan Open. Zwei Achtelfinals gewann er in dieser Saison gegen Darren Morgan. Gegen ihn gewann er auch in der Qualifikation zur Weltmeisterschaft, verpasste gegen den Australier Eddie Charlton dann aber den Hauptrundeneinzug. Damit gehörte er aber schon wieder zu den Top 32 der Welt. Fast durchgängig stand er auch im folgenden Jahr unter den Letzten 32 und dreimal erreichte er das Achtelfinale. Durch einen 10:4-Sieg über Nigel Gilbert erreichte er zum zweiten Mal das Crucible bei der WM. Auch ohne höhere Ergebnisse rückte er auf Platz 16 der Weltrangliste vor. Ein weiteres Viertelfinale erreichte Roe beim 1993 zum vorerst letzten Mal ausgetragenen Sonderformat Pot Black. Bei Ranglistenturnieren kam er 1993/94 nach zwei Achtelfinals bei den Welsh Open unter die Letzten 8. Er gewann gegen Ken Doherty mit 5:4, verlor dann aber gegen Steve Davis mit 0:5. Bei den International Open stand er noch einmal im Achtelfinale. Aufgrund seiner Ranglistenposition war er erstmals für das Masters und die Weltmeisterschaftsendrunde gesetzt, im ersten Turnier verlor er aber gegen den Qualifikanten Peter Ebdon mit 1:5, im Crucible unterlag er Dave Harold mit 8:10. Platz 13 war seine Saisonendplatzierung, die höchste Position in seiner Karriere. 1994/95 verlor er zwar einige Auftaktmatches in der Runde der Letzten 64, erreichte aber auch dreimal ein Achtelfinale. Bei der Weltmeisterschaft folgte nach einem Sieg über Billy Snaddon ein weiteres Achtelfinale. Beim Masters verlor er aber erneut sein Auftaktspiel. Sein größter Erfolg war der Turniersieg bei einem Nichtranglistenturnier der WPBSA. Er besiegte unter anderem John Higgins und gewann das Finale gegen Tony Drago. Im dritten Jahr in Folge hielt er sich in den Top 16 der Welt.
Die Spielzeit 1995/96 begann mit einem Fehlstart mit 3 Auftaktniederlagen bei Ranglistenturnieren. Bei den German Open erreichte er allerdings sein viertes Viertelfinale bei einem Punkteturnier und besiegte dabei den Weltranglistenzweiten Steve Davis mit 5:3. Es folgten weitere Auftaktniederlagen, unter anderem auch beim Masters im Qualifikantenspiel, womit er bei diesem Turnier in seiner Karriere sieglos blieb. Auch bei der WM verlor er sein erstes Spiel gegen Gary Wilkinson, wenn auch nur knapp mit 9:10. Zwar erreichte er noch zwei weitere Male ein Achtelfinale, in der Zweijahreswertung gingen aber so viele Punkte verloren, dass er gleich aus den Top 32 herausfiel. Ähnlich durchwachsen verlief die nächste Saison, er gewann zwar viele Qualifikationsmatches, erreichte aber nur einmal die Runde der Letzten 32 und stand dreimal unter den Letzten 48. Damit wurde er bis auf Platz 49 der Weltrangliste durchgereicht, qualifizierte sich aber problemlos für die ab 1997/98 neu eingeführte Main Tour.

### Zweite Karrierehälfte in den Top 64
In der neuen Saison konnte er seine Leistung stabilisieren, zweimal kam er unter die Letzten 32 und bei der Weltmeisterschaft erreichte er mit 10:9 über Graeme Dott die letzte Qualifikationsrunde. Gegen Andy Hicks gewann er aber nur den allerersten Frame und verlor dann 10 Frames in Folge. Damit verpasste er einen weiteren Hauptrundeneinzug. Dieses Leistungsniveau hielt der Engländer in den folgenden Jahren. 1998/99 kam er beim Grand Prix mit einem Sieg über Matthew Stevens unter die Letzten 32, verlor aber sein WM-Auftaktspiel. 1999/2000 erreichte er zweimal die Top-32-Runde. In der Saison 2000/01 verlor er vier Auftakmatches, bevor er bei den Welsh Open die Letzten 48 und bei den Scottish Open das Hauptturnier der Letzten 32 erreichte. Bei der Snookerweltmeisterschaft 2001 gewann er in der letzten Qualifikationsrunde gegen Darren Morgan mit 10:8 und zog zum letzten Mal in seiner Karriere ins Crucible ein. Dort verlor er gegen Paul Hunter mit 6:10. Im Jahr darauf verpasste er die WM-Teilnahme durch eine Niederlage gegen Drew Henry in der Runde der Letzten 48, bei den British Open 2001 war dort ebenfalls Schluss. Es waren seine beiden besten Saisonergebnisse. Nach fünf Jahren schob er sich damit noch einmal auf Platz 48 der Weltrangliste.
In der Saison 2002/03 standen vier Siegen sechs Auftaktniederlagen entgegen. Im Jahr darauf gewann er neunmal und schied zweimal in Runde 1 aus. Zweimal war die Runde der Letzten 32 beim European Open sein bestes Ergebnis. 2004/05 gab es fünf Siege und fünf Erstrundenniederlagen bei 2 Top-48-Platzierungen. Erstmals fiel er auf Platz 61 und musste um seinen Profistatus bangen, den nur die Top 64 automatisch behielten. Es folgte wieder eine bessere Saison 2005/06 mit dem Höhepunkt China Open, wo Roe durch fünf Qualifikationsrunden inklusive eines Matchs gegen einen Wildcard-Spieler ins Hauptturnier kam. Dort gewann er gegen den Weltranglistenfünften Paul Hunter in dessen letzter Saison mit 5:4 und stand noch einmal in einem Achtelfinale. Im Jahr darauf stand er zweimal im Hauptturnier der Letzten 32 und besiegte die Top-24-Spieler Stuart Bingham und Alan McManus. Ein Top-32- und zwei Top-48-Ergebnisse standen 2007/08 zu Buche. Danach folgte wieder eine schlechte Saison mit nur 2 Siegen in 8 Ranglistenturnieren und dem Sturz um 10 Plätze auf Platz 62. Zwölf Jahre lange pendelte der Engländer zwischen Platz 48 und 62 und zum zweiten Mal stand er knapp vor dem Main-Tour-Aus. Diesmal gelang ihm aber keine Wende mehr, zumal ihm die Krise im Snooker und die ständig abnehmende Zahl der Turniere auch kaum Gelegenheiten ließ. Bei fünf Ranglistenturnieren verlor er 2009/10 sein erstes Spiel, erst bei der Weltmeisterschaft gewann er mit 10:9 gegen Ben Woollaston sein letztes Profimatch. Bis auf Platz 93 fiel er in der Weltrangliste und verlor damit nach 24 Jahren am Stück im Alter von 45 Jahren seinen Profistatus. In den 2010ern spielte er noch dreimal bei der World Seniors Championship, ohne aber ein Hauptturnier zu erreichen.

### Trainerjahre nach der aktiven Karriere
Bereits während seiner aktiven Zeit war David Roe als Trainer im arabischen Raum tätig gewesen. Er hatte in Dubai, Qatar und Bahrain gearbeitet. 2010 konvertierte er zum Islam, nahm den Namen Davoud an und ging auf die Pilgerreise nach Mekka. Anschließend wurde er Nationaltrainer des Iran und betreute unter anderen Soheil Vahedi und Hossein Vafaei. 2012 ging er wieder nach Dubai und 2016 ging er nach Hongkong, wo er Trainer am Hong Kong Sports Institute wurde.

## Erfolge
Ranglistenturniere:
- Viertelfinale: Dubai Classic (1991), Strachan Open (1992), Welsh Open (1994), German Open (1995)
- Achtelfinale: 19×, darunter 2× bei der Weltmeisterschaft (1989, 1995)

Andere Profiturniere:
- Sieger: WPBSA Minor Tour 1994/95 (Turnier 5)
- Halbfinale: Benson & Hedges Satellite Championship (1990), WPBSA Non-Ranking (1988 – Turnier 1 und 3), Red and White Challenge (1995)

Qualifikationsturniere:
- Sieger: WPBSA Pro Ticket Series (1985 – Turnier 1)
- Finalist: WPBSA Pro Ticket Series (1985 – Turnier 2)